# Our Idiot Brother
Our Idiot Brother is een Amerikaanse film uit 2011.

## Verhaal
Ned, een naïeve biologisch-dynamische boer, komt in de gevangenis terecht als hij een politieagent wiet verkoopt. Na zijn gevangenschap keert hij terug naar zijn vriendin Janet die inmiddels een andere vriend, Billy, blijkt te hebben en weigert Neds hond terug te geven. Teleurgesteld gaat hij bij zijn moeder logeren en heeft veel contact met zijn drie zussen. Hij leert zijn neefje River karate terwijl zijn ouders hem overdreven beschermend opvoeden en zelfs The Pink Panther Strikes Again te gewelddadig voor hem vinden. Door dingen te zeggen die hij beter voor zich kan houden, brengt hij de relaties van zijn zussen in gevaar en de baan van een van hen. In plaats van boos te worden op zichzelf, hun partner of vriend nemen ze het Ned kwalijk hun leven overhoop te hebben gehaald. Ook zijn reclasseringsambtenaar neemt hij te veel in vertrouwen als Ned hem vertelt dat hij weer een joint heeft gerookt waardoor hij opnieuw de cel in moet. Als de zussen en hun moeder aanbieden een borgsom te betalen, weigert Ned deze. Ze gaan naar Janet en eisen de hond op, die uiteindelijk door Billy wordt meegegeven. Als ze de hond meenemen naar de gevangenis, heeft Ned motivatie om de borgsom te aanvaarden. De zussen proberen hun leven weer op te pakken: de lesbische zus herstelt de relatie met haar vriendin, de tweede zus herstelt een langdurige vriendschap en maakt er een relatie van. De derde zus blijft gescheiden van haar man maar staat weer open voor een date en heeft besloten haar zoontje River meer vrijheid te gunnen, ze heeft een karatepak voor hem gekocht. Ned besluit de stad te verlaten en begint een kaarsenmakerij met Billy. Als zijn hond is weggelopen, vindt hij hem met een andere hond. Zo maakt hij kennis met de eigenaresse van de andere hond.

## Rolverdeling
- Paul Rudd als Ned Rochlin
- Elizabeth Banks als Miranda Rochlin (zus)
- Zooey Deschanel als Natalie Rochlin (zus)
- Emily Mortimer als Liz Rochlin-Anderson (zus)
- Kathryn Hahn als Janet Ziebell
- Steve Coogan als Dylan Anderson
- Hugh Dancy als Christian Smith
- Rashida Jones als Cindy Harris
- Shirley Knight als Ilene Rochlin (moeder)
- T.J. Miller als Billy Orwin
- Adam Scott als Jeremy Horne
- Janet Montgomery als Lady Arabella
- Matthew Mindler als River Anderson
- Sterling K. Brown als Omar Coleman
- James Biberi als Gus Drnnan
- Katie Aselton als Amy (hondeneigenaresse)
- Julie White als Lorraine